# Just Be Friends
《Just Be Friends》有時又會被簡稱為「JBF」，是一首由Dixie Flatline負責作曲與作詞、Yunomi-P（ゆのみP）負責插畫和動畫製作的VOCALOID2歌曲。歌曲聲音來源取自VOCALOID音樂軟體巡音流歌而成，並於2009年7月4日發表在影音彈幕網站NICONICO動畫上。《Just Be Friends》可以說是以巡音流歌為名義所創作的著名歌曲之一，同時在網際網路或者其他媒體亦有出現不同的版本或者翻唱。

## 內容
《Just Be Friends》的歌曲語音來自於VOCALOID軟體巡音流歌所製成，其中由Dixie Flatline製作的歌曲風格較為接近自己所擅長的節奏藍調。歌曲內容描述一名女孩和一名男孩發現彼此的關係無法繼續發展下去，並且漸漸兩人的關係越趨疏離許多，最終兩人便宣告分手作為這段戀情的結束。不過歌曲雖然是以巡音流歌所演唱，但一些愛好者則認為歌曲實際上是描述男方的觀點。作者本身對於兩種說法都沒有證實或者是支持。

## 歌曲

### 音樂推出
自Dixie Flatline發表過《Just Be Friends》之前，便曾推出藉由初音未來與鏡音鈴、連所創作的音樂作品，這包括有《雙子座》（ジェミニ）、《Juvenile》（ジュブナイル）和《Sweetiex2》等。2009年7月4日時，Dixie Flatline首次嘗試使用巡音流歌創作《Just Be Friends》一曲、由Yunomi-P（ゆのみP）製作極高質量的動畫，且於NICONICO動畫上進行發表。2009年7月6日歌曲隨即列入にVOCALOID殿堂內，並隨即於週刊VOCALOID排行榜（週刊VOCALOIDランキング）上獲得第一名，在這之前Dixie Flatline創作的《雙子座》則最高排名為第四名。到了2009年11月7日《Just Be Friends》的瀏覽次數則已經超過100萬，而這也是Dixie Flatline的作品首次在NICONICO動畫上獲得如此高的評價。
而作為《Just Be Friends》女孩後續故事內容的《Answer》（アンサー）首先在2012年動漫博覽會公佈，並稍後於2012年7月27日上傳到NICONICO動畫上發表，內容則是描述3年過後女孩的心境轉變。

### 商業行銷
2009年8月12日時，《Just Be Friends》以同樣的名稱在iTunes Store上進行銷售。其中iTunes Store將單曲專輯設定為300日圓、將個別歌曲設定為150日圓，而在專輯下載中一次收錄了《Just Be Friends (feat. 巡音流歌)》、《Just Be Friends (Instrumental)》和《Just Be Friends (Instrumental & Chorus)》3個版本。歌曲亦收錄在2010年9月15日的《EXIT TUNES PRESENTS Vocaloanthems feat.初音未來》（EXIT TUNES PRESENTS Vocaloanthems feat.初音ミク）中，並且將其安排在光碟的第一首曲目中。
另外在演奏歌譜部分，則在鋼琴樂譜、樂譜等書籍上有所收錄。而在PlayStation Portable音樂遊戲《初音未來 -歌姬計劃- 2nd》以及《初音未來 -歌姬計劃- extend》中，同樣也收錄了《Just Be Friends》作為使用樂曲。

### 二次創作
在《Just Be Friends》大受歡迎的同時，音樂創作者Koma'n於2009年7月20日發表了以原曲為基礎的鋼琴彈奏版本。雖然在基本音樂變化上並無多大差別，然而鋼琴演奏的二次創作將歌曲的速度更加放慢，這使得音樂相較於原始歌曲本身更具有感傷力。koma'n在介紹文表示之所以在短短幾天內便嘗試發表鋼琴演奏版本，主要是因為自己也十分喜愛Dixie Flatline所發佈的原作動畫。

## 歌曲

### 關聯作品
| 曲序 | 曲目 | 时长 |
| ---- | ---- | ---- |
| 1.   |      | 2:02 |
| 2.   |      | 3:57 |
| 3.   |      | 3:29 |
| 4.   |      | 4:55 |
| 5.   |      | 6:04 |
| 6.   |      | 5:02 |
| 7.   |      | 4:58 |
| 8.   |      | 5:04 |
| 9.   |      | 1:16 |
| 10.  |      | 6:07 |

### 男性翻唱
| 曲序 | 曲目 | 时长 |
| ---- | ---- | ---- |
| 1.   |      | 5:04 |
| 2.   |      | 6:58 |
| 3.   |      | 6:08 |
| 4.   |      | 5:04 |
| 5.   |      | 5:04 |
| 6.   |      | 5:13 |
| 7.   |      | 6:06 |
| 8.   |      | 6:31 |
| 9.   |      | 6:07 |

### 女性翻唱
| 曲序 | 曲目 | 时长 |
| ---- | ---- | ---- |
| 1.   |      | 4:55 |
| 2.   |      | 5:04 |
| 3.   |      | 5:07 |
| 4.   |      | 6:07 |
| 5.   |      | 6:07 |
| 6.   |      | 6:07 |
| 7.   |      | 5:13 |
| 8.   |      | 6:07 |
| 9.   |      | 6:09 |
| 10.  |      | 6:04 |

### 合唱版本
| 曲序 | 曲目 | 时长 |
| ---- | ---- | ---- |
| 1.   |      | 5:04 |
| 2.   |      | 7:39 |
| 3.   |      | 5:04 |
| 4.   |      | 5:04 |
| 5.   |      | 5:04 |

## 爭議
在Dixie Flatline所上傳《Just Be Friends》於NICONICO動畫的原始影片中，由於Yunomi-P所製作的動畫作品被認為有抄襲其他商業圖像的構圖，或者是直接在作品上使用付費或免費的素材而沒有標記原作者等情形，對此Yunomi-P和Dixie Flatline也分別發表了道歉文回應爭論。這使得最終NICONICO動畫決定撤除有著作權爭議的《Just Be Friends》原始動畫，而網站內直接使用原始動畫的影片也都無法無法觀看，但是對於一些將原始影片作為動畫元素之作品是否要保留則有所爭議。另外由於爭議爆發時批評者提出詳細的質疑，這使得NICONICO動畫決定在事件結束後一度不得張貼相同影片與文字，以避免網站上再次出現針對Yunomi-P的惡意批評與論戰。而自《Just Be Friends》歌曲影片刪掉後，自2009年7月12日超越該瀏覽次數的《雙子座》成為Dixie Flatline其瀏覽次數最高的作品。不過在2010年8月3日時，Dixie Flatline將動畫重新轉載於NICONICO動畫上。

## 外部連結
- （日語） http://piapro.jp/D_Flatline （页面存档备份，存于）
- （日語） http://piapro.jp/content/tjraledd63gyq9dm （页面存档备份，存于）
- （日語） http://piapro.jp/content/lsgms3v94jwqyajv （页面存档备份，存于）
- （日語） http://piapro.jp/content/04ecz68tmwzo8w3f （页面存档备份，存于）
- （日語） http://www5.atwiki.jp/hmiku/pages/5809.html （页面存档备份，存于）
- （日語） http://yeheyuanstudio.com/ （页面存档备份，存于）